# Carnegie (Oklahoma)
Carnegie es un pueblo ubicado en el condado de Caddo en el estado estadounidense de Oklahoma. En el año 2010 tenía una población de 1723 habitantes y una densidad poblacional de 594,14 personas por km².

## Geografía
Carnegie se encuentra ubicado en las coordenadas 35°6′16″N 98°36′4″O / 35.10444, -98.60111 (35.104334, -98.601166).

## Demografía
Según la Oficina del Censo en 2000 los ingresos medios por hogar en la localidad eran de $20,987 y los ingresos medios por familia eran $24,737. Los hombres tenían unos ingresos medios de $21,917 frente a los $14,868 para las mujeres. La renta per cápita para la localidad era de $12,432. Alrededor del 30.5% de la población estaban por debajo del umbral de pobreza.